# Campo di internamento di Gurs

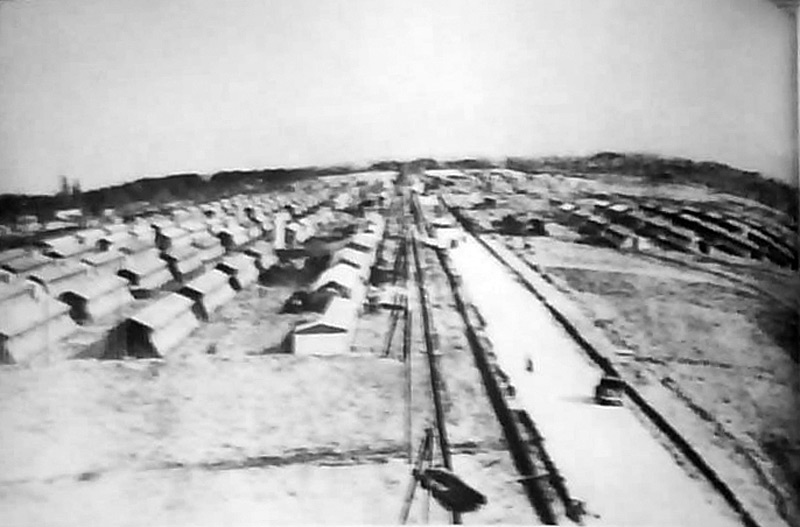
Il campo di internamento di Gurs

Il campo di internamento di Gurs, situato a poca distanza dal confine con la Spagna, ai piedi della catena dei Pirenei a nord-ovest di Oloron-Sainte-Marie, a sud del villaggio di Gurs, è stato uno dei principali campi di internamento in Francia durante la seconda guerra mondiale. Il campo ha una storia complessa perché nel corso della sua esistenza, tra il 1939 e il 1945, ha servito in periodi diversi a scopi molto diversi. Durante l'occupazione tedesca della Francia operò, al pari del campo d'internamento di Le Vernet, come uno dei principali campi di transito per migliaia di ebrei, qui raccolti e poi trasferiti al campo di internamento di Drancy per essere alfine deportati nei campi di sterminio della Polonia.

## La struttura
Costruito nel 1939, il campo mantenne sostanzialmente immutata la sua struttura fino al suo smantellamento nel 1946. Misurava circa 1.400 metri di lunghezza e 200 di larghezza, coprendo una superficie di 28 ettari. Un'unica strada lo attraversava in lunghezza. Da entrambi i lati della strada si accedeva a settori di 200 metri per 100 metri, chiamati îlots ("isolati"), separati l'uno dall'altro da filo spinato. C'erano sette îlots su un lato e sei sull'altro.
Ogni isolato conteneva circa 30 baracche per un totale di 382 baracche, tutte identiche per struttura e dimensioni. Le baracche erano assemblate da sottili assi di legno, ricoperte di tessuto catramato. Non erano dotate di finestre, né di servizi igienici o acqua corrente. Offrivano scarsa protezione dal freddo e il tessuto catramato cominciò presto a deteriorarsi, provocando frequenti infiltrazioni d'acqua piovana. I residenti dormivano su sacchi di paglia posti sul pavimento. Nonostante ogni baracca avesse una superficie di soli 25 metri quadrati, ciascuna di esse nei periodi di maggiore affluenza arrivò ad accogliere fino a 60 persone.
Il campo aveva scarso drenaggio. L'area, a causa della sua vicinanza all'Oceano Atlantico riceveva una grande quantità di pioggia, che rendeva i campi di argilla permanentemente fangosi. I prigionieri si trovavano perennemente a fare i conti con il fango, che talora rendeva difficile anche lo stare in piedi e problematici gli spostamenti specie verso le latrine che, alquanto rudimentali, erano collocate all'esterno delle baracche, una per ciascun isolato.
L'intero campo era circondato da una doppia recinzione in filo spinato, formando un passaggio in cui potevano circolare le guardie esterne. Intorno al campo c'erano piccoli edifici che ospitavano l'amministrazione e il corpo di guardia. L'amministrazione e la cura del campo furono condotte da personale militare francese fino all'autunno del 1940, quando il loro posto fu preso dalla polizia civile francese. Il campo non fu mai sotto diretto controllo tedesco.

## L'utilizzo

### Campo di accoglienza per rifugiati repubblicani (5 aprile - 31 agosto 1939)
Il 15 marzo 1939 il ministro degli Interni francese sotto il governo del socialista Marx Dormoy confiscò del terreno a Gurs per costruirvi un centro di accoglienza ai rifugiati politici spagnoli e baschi e ai combattenti delle Brigate Internazionali fuggiti dalla guerra civile spagnola. Un totale di 24.520 persone passarono per il campo, inaugurato nell'aprile 1939. Molti dei rifugiati sarebbero rimasti in Francia, altri tornarono in Spagna o rientrarono nei loro paesi di origine. La lingua predominante fu lo spagnolo, ma anche i numerosi militanti socialisti tedeschi ebbero un loro giornale. Si formò un'orchestra e si organizzarono anche attività sportive.

### Campo di internamento per cittadini di paesi nemici e oppositori alla guerra con la Germania (1 settembre 1939 - giugno 1940)
Con l'inizio della seconda guerra mondiale nel settembre 1939 le finalità del campo cambiarono radicalmente. Agli "spagnoli" si aggiunsero i gruppi più disparati che per un motivo o per l'altro erano internati perché considerati un potenziale ostacolo agli sforzi bellici. Si trattava in primo luogo di cittadini di nazionalità tedesca o di paese alleati alla Germania (senza alcuna distinzione tra fascisti e antifascisti). Al campo finirono così assieme a cittadini tedeschi filo-nazisti anche 4.000 ebrei tedeschi che in Francia si erano rifugiati proprio per sfuggire al nazismo. Anche tra i francesi vi furono internati esponenti della destra filofascista ed attivisti di sinistra contrari per principio alla guerra, così come prigionieri comuni evacuati dalle prigioni nelle zone di confine.

### Campo di concentramento e transito per ebrei, rom e antifascisti (giugno 1940 - novembre 1943)
Con l'occupazione tedesca e l'armistizio tra Francia e Germania nel giugno 1940, il campo finì sotto il controllo del governo collaborazionista francese di Vichy. Gli internati filofascisti furono prontamente liberati, mentre gli antifascisti e gli ebrei lasciarono il campo cercando di trovar rifugio nella fuga, come è il caso della filosofa Hannah Arendt.
Il campo, ora sotto il diretto controllo delle forze di polizia, acquistò sempre più le caratteristiche di un campo di concentramento. Vi furono rinchiusi le categorie perseguitate nell'Olocausto: ebrei "stranieri", militanti antifranchisti, dissidenti politici, rom, omosessuali, ecc. Nel giugno 1940 vi giunse un gruppo di circa 7.500 ebrei (uomini, donne e bambini) che vivevano in Germania nel Baden e Palatinato. Fu un caso unico di deportazione "ad ovest" dalla Germania.
All'inizio le organizzazioni umanitarie furono autorizzate ad offrire il loro aiuto. Grazie anche al loro impegno 1.940 ebrei ottennero il permesso di emigrare e 1.710 furono liberati; soprattutto l'Oeuvre de Secours aux Enfants riuscì nel corso del 1941 a far uscire dal campo molti bambini ebrei affidandoli a famiglie francesi. Inoltre, 755 ebrei fuggirono dal campo, un numero non molto elevato, considerando che la sorveglianza non era molto rigida. Organizzare la fuga (e ancor più, trovare un luogo di rifugio) tuttavia era un'impresa molto complessa, soprattutto per persone straniere e quindi facilmente identificabili: 2.820 uomini furono assegnati al lavoro coatto in terra francese. Per quanto nel campo stesso non ci verificassero casi di violenza o uccisioni indiscriminate, vi morirono oltre 1.100 internati per la scarsità di cibo, il freddo e le malattie come il tifo esantematico e la dissenteria.
Il 18 luglio 1942, l'ufficiale delle SS Theodor Dannecker visitò il campo ed ordinò l'inizio della deportazioni. Tra il 6 agosto 1942 e il 3 marzo 1943, sei convogli ferroviari trasportarono 3.907 internati ebrei a Parigi al campo di internamento di Drancy e di lì ad Auschwitz per lo sterminio
Quando nel novembre del 1943 il governo di Vichy chiuse il campo di Gurs, 22.000 persone erano passate per il campo, di cui più di 18.000 ebrei.

### Campo di concentramento per membri della Resistenza francese (9 aprile - 29 agosto 1944)
Dopo un periodo di chiusura di alcuni mesi, il campo di concentramento venne nuovamente riaperto nell'aprile-agosto 1944 dal governo di Vichy per imprigionare 229 dissidenti politici e membri della resistenza francese arrestati dalla polizia collaborazionista.

### Campo di detenzione per prigionieri di guerra tedeschi e collaborazionisti francesi (30 agosto 1944 - 31 dicembre 1945)
Dopo la liberazione alleata della Francia a fine agosto del 1944, fu la volta del nuovo governo francese di De Gaulle a utilizzare il campo come luogo di detenzione per 310 prigionieri di guerra tedeschi e 1.585 collaborazionisti francesi. Nel campo tornarono ancora come rifugiati 1.475 spagnoli anti-franchisti. Il campo venne definitivamente chiuso a fine dicembre 1945.

## Internati a Gurs
Un totale di circa 60.000 persone vissero a Gurs nei vari periodi della sua esistenza (senza contare i circa 4.000 internati nel dopoguerra). I due gruppi più numerosi sono rappresentati dai "rifugiati della guerra civile spagnola" (27.000) e dagli ebrei (17./18.000). Questi i nomi di alcuni degli internati:
- Hannah Arendt, filosofa ebrea tedesca
- Gino Bibbi, politico italiano
- Enrico Bonfanti, politico italiano
- Ernst Busch, attore tedesco
- Antonio Carini, partigiano italiano
- Lotte Eisner, scrittrice tedesca
- Jefim Golyscheff, musicista ucraino
- Alexander Grothendieck, matematico francese
- Dante Pescò alias Giandante X, scultore italiano
- Margaret Kelly Leibovici, danzatrice irlandese
- Vittorio Mallozzi, partigiano italiano
- Domenico Rolla, partigiano italiano
- Charlotte Salomon, pittrice tedesca
- Eugene Spiro, pittore tedesco
- Jacques Sternberg, scrittore belga
- Enrico Zambonini, partigiano italiano

## La memoria

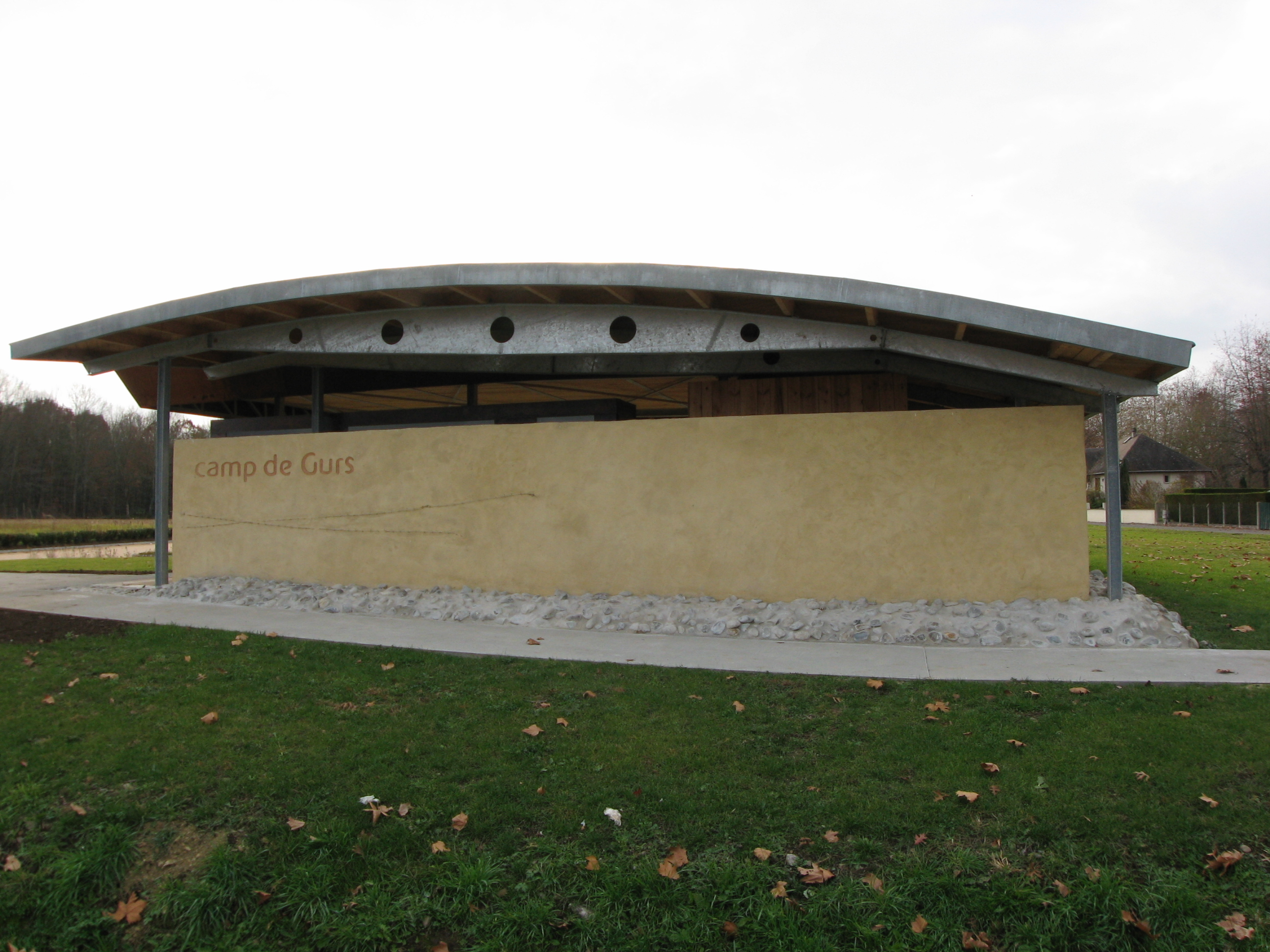
L'edificio che accoglie i visitatori ed ospita la mostra permanente sul terreno dove una volta sorgeva il campo

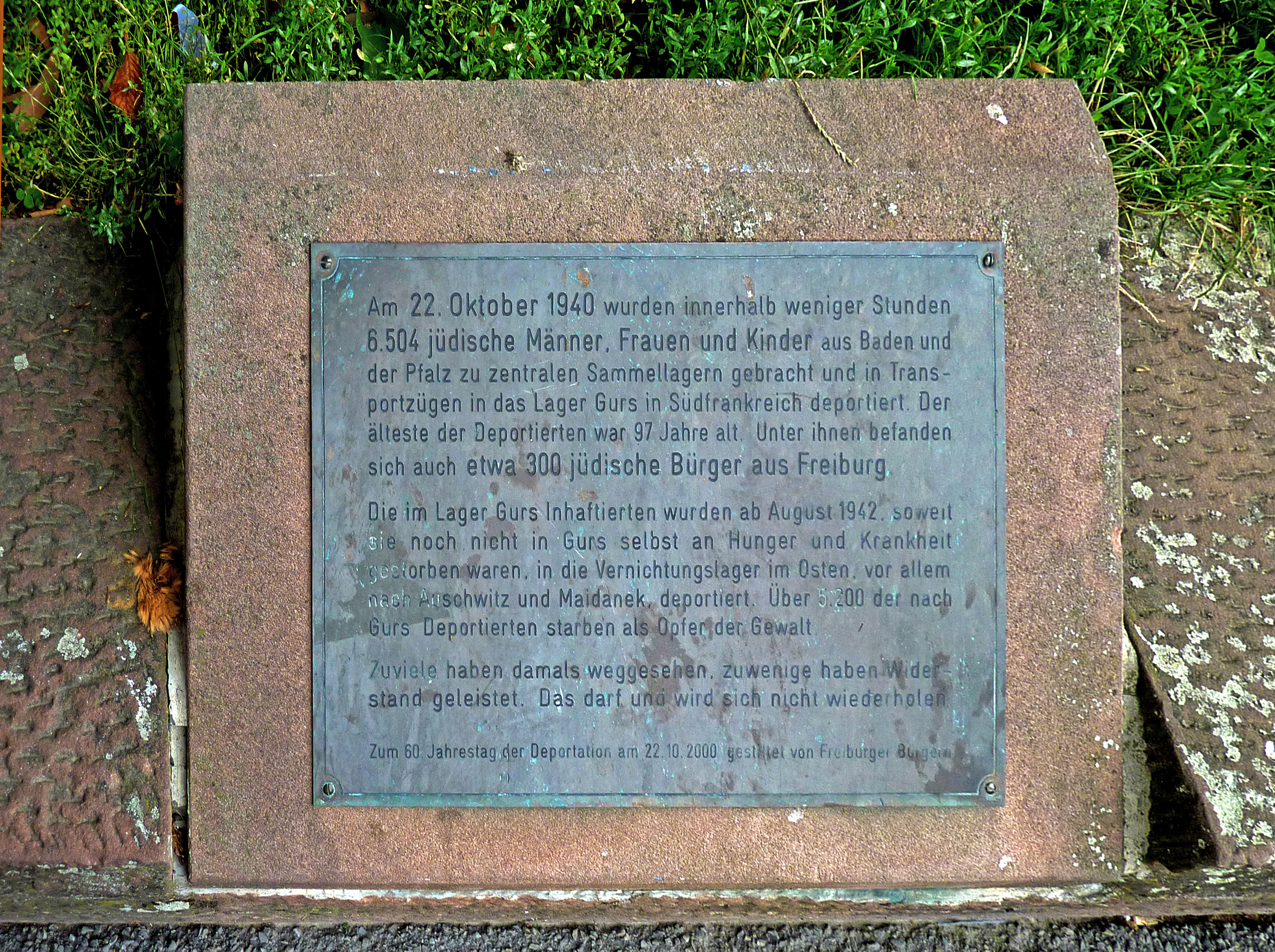
L'iscrizione a Freiburg im Breisgau in ricordo della deportazione degli ebrei del Baden

Il campo fu totalmente smantellato nel 1946. La collina dove sorgeva è oggi coperta da ampia vegetazione e rimangono solo alcune pietre su cui appoggiavano le baracche di legno.
L'unica struttura del campo ad essere mantenuta in buono stato fu il piccolo cimitero ebraico, che dal momento della Liberazione fu preso in cura dall'associazione delle comunità ebraiche dei Basses-Pyrénées. Nel 1957, il sindaco della città tedesca di Karlsruhe prese l'iniziativa che un gruppo di città tedesche (Karlsruhe, Freiburg, Mannheim, Heidelberg, Pforzheim, Konstanz e Weinheim), i cui cittadini ebrei erano stati deportati a Gurs, "adottassero" il cimitero come forma di risarcimento e di onore alle vittime. I primi lavori di restauro e sistemazione furono eseguiti nel 1961-62.
Nel 1979, in occasione del 40º anniversario dell'apertura del campo i giovani di Gurs invitarono i prigionieri antifascisti (francesi, tedeschi e spagnoli) ad un incontro che si tenne il 20-21 giugno con centinaia di partecipanti. Intervennero le associazioni della Resistenza francese e degli ex-deportati. Da allora cerimonie commemorative si sono ripetute ogni anno in onore dei "Gursiens". Una baracca è stata ricostruita, identica a quelle una volta in uso, ed alcuni monumenti sono stati eretti in memoria degli internati e delle vittime.
Dal 1985 il cimitero del campo ha anche un memoriale dei combattenti della guerra civile spagnola.
Nel 1994 fu inaugurato a Gurs un memoriale, opera dell'artista israeliano Dani Karavan, e nel 2004 fu aperta una mostra permanente, in un edificio moderno che oggi accoglie i numerosi visitatori.
A Freiburg im Breisgau, in Germania, una semplice targa memoriale, posta nel 2000, ricorda la deportazione a Gurs degli ebrei del Baden.